# Muhammet Öztekin
Muhammet Fatih Öztekin (* 22. März 1995 in Adiyaman) ist ein türkischer Fußballspieler.

## Karriere
Öztekin begann mit dem Vereinsfußball 2008 in der Jugendabteilung von Karşıyaka SK. Vor den letzten Spieltagen der Saison 2014/15 erhielt er bei diesem Klub einen Profivertrag und spielte in den letzten drei Spieltagen für seine Mannschaft. Parallel zu seinen Einsätzen für die 1. Mannschaft, spielte Öztekin auch weiterhin für die Reservemannschaft.